# Nagroda Carla Friedricha Gaussa

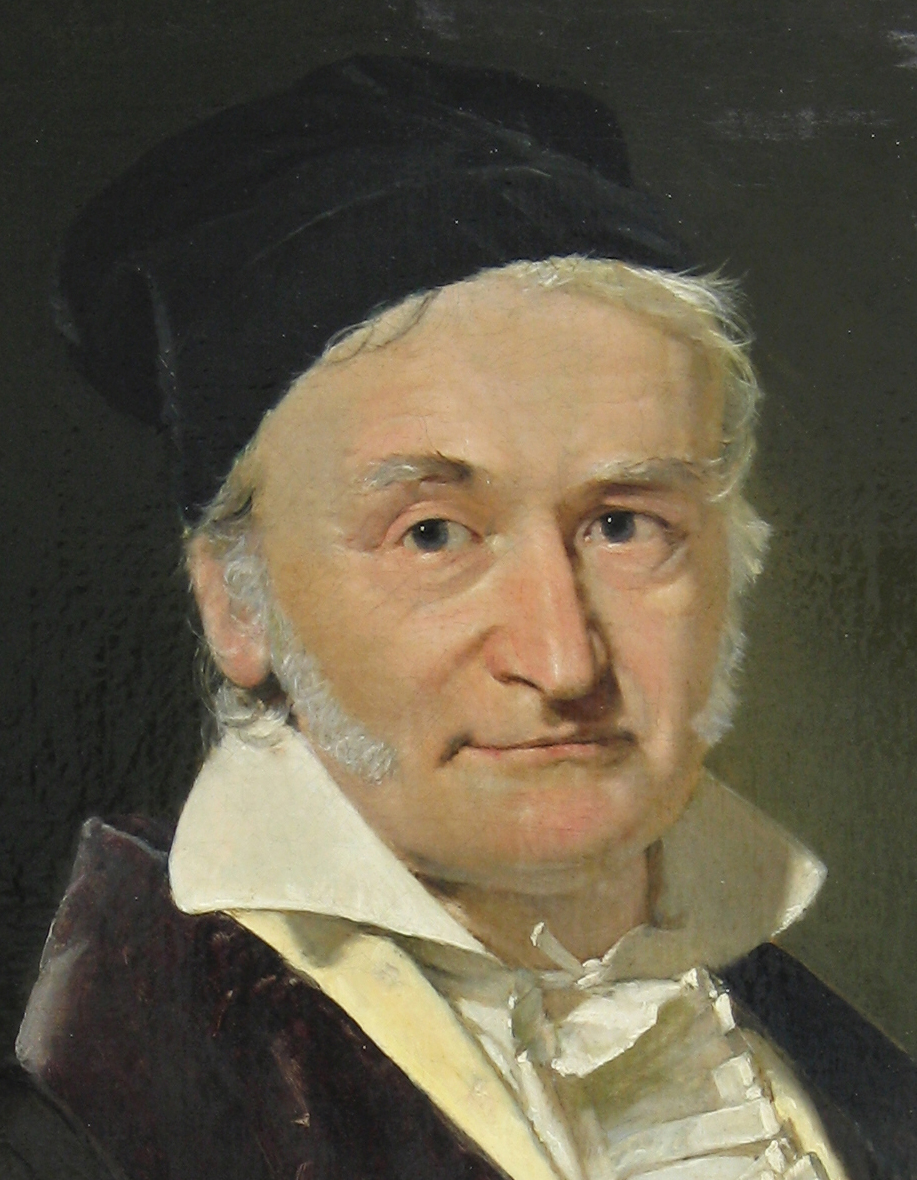
Carl Friedrich Gauss

Nagroda Carla Friedricha Gaussa za Zastosowania Matematyki jest nagrodą z matematyki, przyznawaną wspólnie przez Międzynarodową Unię Matematyczną oraz Niemieckie Towarzystwo Matematyczne za „wybitny wkład matematyczny, który posiadł znaczące zastosowania poza matematyką”. Nazwa nagrody pochodzi od imienia niemieckiego matematyka Carla Friedricha Gaussa. Po raz pierwszy została wręczona w 2006 roku. Wręczana jest co cztery lata na Międzynarodowym Kongresie Matematyków.
Pierwszy laureat otrzymał medal oraz 10 000 euro ufundowane z nadwyżki budżetowej Międzynarodowego Kongresu Matematyków w 1998 roku.
Oficjalne ogłoszenie nagrody miało miejsce 30 kwietnia 2002 roku, w 225 rocznicę urodzin Gaussa. Nagroda ta została stworzona aby dać rozgłos matematykom, gdyż pomimo że mają oni wpływ na świat poza swoją dziedziną, często ich badania nie są powszechnie znane.
Celem tej nagrody jest uhonorowanie tych, którzy wpłynęli na takie obszary jak biznes, technologia czy codzienne życie.

## Laureaci
- 2006: Kiyoshi Itō[1]
- 2010: Yves Meyer
- 2014: Stanley Osher[2]
- 2018: David Donoho[3]
- 2022: Elliott H. Lieb.